# Нікітченко Микола Іванович
Микола Іванович Нікітченко (1902, село Катеринівка (за іншими даними — Тітовка) Бєлгородського повіту Курської губернії, тепер Шебекінського району Бєлгородської області, Російська Федерація — розстріляний 12 січня 1938, місто Київ) — український радянський партійний діяч, 2-й секретар Дніпропетровського обкому КП(б)У. Член ЦК КП(б)У в червні 1937 — січні 1938 р.

## Біографія
Народився в родині робітника-тесляра. У 1912 році закінчив два класи церковноприходської школи в селі Тітовці Бєлгородського повіту Курської губернії. У 1913 — вересні 1914 р. — підмітальник млину Токарєва у селі Безлюдівці Бєлгородського повіту. У вересні 1914 — лютому 1918 р. — котельник майстерень цукрового заводу Боткіна у селі Нова Таволжанка Бєлгородського повіту.
У лютому 1918 — вересні 1919 р. — рядовий червоного партизанського загону Дзюби в Корочаєвському і Обоянському повітах. У вересні 1919 — серпні 1920 р. — старшина команди зв'язку штабу 36-ї бригади РСЧА. У серпні — жовтні 1920 р. — курсант Полтавських військово-політичних курсів. У жовтні 1920 — лютому 1921 р. — начальник кінної розвідки 315-го батальйону 105-го полку РСЧА. У лютому — вересні 1921 р. — командир взводу і на оперативній роботі в Чернігівській губернській надзвичайній комісії (ЧК) і у Конотопській дорожньо-транспортній ЧК. У вересні — листопаді 1921 р. — на лікуванні у військовому госпіталі в місті Конотопі. У 1921 році вступив до комсомолу.
У листопаді 1921 — травні 1923 р. — економробітник заводського комітету Новотаволжанського цукрового заводу Бєлгородського повіту.
У травні 1923 — вересні 1925 р. — котельник, у вересні 1925 — березні 1927 р. — агітатор-пропагандист партійного колективу Макіївського металургійного заводу імені Томського на Донбасі.
Член РКП(б) з жовтня 1925 року.
У березні 1927 — червні 1928 р. — завідувач організаційного відділу заводського комітету Макіївського металургійного заводу імені Томського. У червні 1928 — вересні 1929 р. — голова Макіївського міського робітничого кооперативу. У вересні 1929 — грудні 1930 р. — секретар партійного комітету КП(б)У Макіївського металургійного заводу імені Томського.
У грудні 1930 — червні 1932 р. — помічник начальника будівництва Дніпрокомбінату в місті Запоріжжі. У червні 1932 — січні 1933 р. — студент Дніпропетровського металургійного інституту, закінчив лише перший курс.
У січні 1933 — вересні 1936 р. — 1-й секретар Ново-Троїцького районного комітету КП(б)У Дніпропетровської області.
У вересні 1936 — травні 1937 р. — 1-й заступник голови виконавчого комітету Дніпропетровської обласної ради.
У травні — липні 1937 р. — 2-й секретар Дніпропетровського обласного комітету КП(б)У.
У липні — жовтні 1937 р. — виконувач обов'язків голови виконавчого комітету Дніпропетровської обласної ради.
16 жовтня 1937 року заарештований. Розстріляний 12 січня 1938 року в місті Києві.